# Agrilinus sordidus sordidus
Agrilinus sordidus sordidus é uma subespécie de insetos coleópteros polífagos pertencente à família Aphodiidae.
A autoridade científica da subespécie é Fabricius, tendo sido descrita no ano de 1775.
Trata-se de uma subespécie presente no território português.